# Alípio Mumic
Alípio Mumic (Jaboticabal, 15 de agosto de 1906 - São Sebastião do Paraíso, 16 de julho de 2000) foi um empresário e político brasileiro.

## Vida pregressa
Seu pai, Carlos Mumic (1881-1943), nasceu no extinto Império Austro-Húngaro, na cidade de Selze/Selce, provincia de Trieste, comarca de Goritzia, atual Eslovênia, migrando para o Brasil quando tinha 14 anos. Carlos teve vários ofícios até criar seu próprio negócio em 1918, o Curtume Paraisense, na cidade de São Sebastião do Paraíso, junto com os sócios Jorge Botero, italiano, e José Marinzeck, austríaco. A sociedade foi desfeita em 1922 e logo em seguida Carlos Mumic fundou o Curtume Santa Cruz Mumic.

## Carreira empresarial
Alípio e seus irmão trabalharam muito tempo no Curtume Santa Cruz Mumic. Quando Carlos Mumic morreu os filhos herdaram o Curtume Santa Cruz Mumic. Alípio e seus irmãos transformaram o Curtume Santa Cruz Mumic em um curtume moderno e próspero. Mas quando completou 80 anos Alípio decidiu-se retirar dos negócios da família e aposentar. O Curtume Santa Cruz Mumic funcionou por mais alguns anos mas devido à concorrência externa ele foi fechado na primeira década de 2000.

## Carreira política
Na década de 60 a família Mumic era tradicionalmente aliada à UDN. Alberto Mumic, um dos irmãos de Alípio, já tinha sido vereador e vice-prefeito de São Sebastião do Paraíso, e também já havia exercido a função de prefeito daquela cidade por 6 meses. Entretanto São Sebastião do Paraíso, então nas mãos da UDN, não recebia apoio suficiente do governo mineiro, que era de outro partido. Existia em São Sebastião do Paraíso, um sentimento de distância de Belo Horizonte, a capital do estado de Minas Gerais. Havia também uma inclinação para que a cidade passasse a pertencer ao Estado de São Paulo, cujo limite estadual estava apenas a algumas dezenas de quilômetros.
Alípio Mumic, acreditava que a cidade poderia desenvolver muito mais se se houvesse um Deputado Estadual com origens em São Sebastião do Paraíso no Governo do Estado de Minas Gerais. Desta forma decidiu dar apoio total à campanha de Delson Scarano, candidato a Deputado Estadual de Minas Gerais, em 1962. Delson Scarano foi eleito e cumpriu mandato entre 1963 a 1967. Desta forma São Sebastião do Paraíso passou a receber mais atenção e verbas do Governo Mineiro. Com uma maior representação de São Sebastião do Paraíso no governo mineiro, Alípio decidiu-se candidatar a prefeito desta cidade. Ele teve apoio de Delson Scarano e também do então Governador de Minas Gerais, Israel Pinheiro. E Alípio ganhou a eleição em 1965. Alípio Mumic foi duas vezes prefeito de São Sebastião do Paraíso, sendo o primeiro termo (1967-1971), e o segundo termo (1973-1977).

### Primeiro mandato na prefeitura (1967-1971)
No primeiro mandato frente à Prefeitura de São Sebastião do Paraíso, Alípio promoveu o desenvolvimento da infra-estrutura da cidade. Até então poucas ruas eram calçadas, só havia uma praça bem cuidada (a praça Matriz), faltavam escolas na zona rural, e as estradas vicinais se encontravam em péssimo estado. Alípio trabalhou principalmente nestas áreas, construindo as escolas rurais, asfaltando as estradas vicinais, recuperando as ruas da cidade, além de estender as malhas de esgotos, eletricidade e água encanada.

### Segundo mandato na prefeitura (1973-1977)
No segundo mandato frente à Prefeitura de São Sebastião do Paraíso, Alípio encontrou uma cidade com a infra-estrutura básica já instalada. Pode então focar em obras mais agrangentes para a cidade. Criou o Pronto Socorro Municipal, criou a Faculdade de Ciências Contábeis, construiu uma nova rodoviária, um novo conjunto habitacional, Novo Fórum e a Ginásio Clóvis Salgado. Integrou a cidade à COPASA, a então Companhia de Águas do Estado de Minas Gerais, e colocou novos calçamentos nas principais ruas da cidade.
Veja também Anexo:Lista de prefeitos de São Sebastião do Paraíso

## Vida pessoal
Alípio casou-se com Alice do Nascimento Mumic em 25 de Janeiro de 1928, na cidade de São Sebastião do Paraíso, e com ela teve os seguintes filhos: Eliana Mumic, Edna Mumic, Edilberto Mumic, Enny Mumic, Marlene Mumic, Neyde Mumic, Carlos Mumic e Alipio Mumic Filho.